# Paradoks koni
Paradoks koni – paradoks polegający na błędnym użyciu indukcji matematycznej.

## Opis
Udowodnimy, że wszystkie konie są jednej maści. Posłużymy się indukcją matematyczną względem liczby koni. Sprawdzamy pierwszy krok indukcyjny – zbiór złożony z jednego konia jest zbiorem koni jednej maści. Zakładamy teraz, że (dla ustalonego n) wszystkie konie w każdym zbiorze n-elementowym koni są jednej maści. Pokażemy, że w takim razie teza zachodzi także dla wszystkich zbiorów (n+1)-elementowych koni.
Dodajmy do dowolnego n-elementowego zbioru nowego konia. Mamy zbiór (n+1)-elementowy. Teraz odprowadźmy z tego zbioru któregoś konia, ale nie tego, którego właśnie dodaliśmy. Otrzymujemy więc zbiór n-elementowy koni. Z założenia indukcyjnego wszystkie konie w tym zbiorze są jednej maści. W takim razie nowo dodany koń jest tej samej maści, co pozostałe. Teraz możemy z powrotem przyprowadzić konia usuniętego z naszego zbioru (który jest tej samej maści, co pozostałe) i otrzymujemy zbiór (n+1)-elementowy koni jednej maści.
Jest to nie tyle paradoks, co błędne użycie metody indukcji matematycznej. Zauważmy bowiem, że drugi krok indukcyjny przechodzi tylko dla zbiorów co najmniej dwuelementowych. Jeśli do zbioru jednoelementowego dodamy kolejnego konia, a później odejmiemy konia z owego początkowego zbioru, to nie mamy wcale gwarancji, że koń ów i koń dodany mają ten sam kolor. Taką gwarancję daje nam dopiero zbiór dwuelementowy. Indukcja nie zachodzi więc już dla {\displaystyle n=1.}
W literaturze do opisania tego paradoksu wykorzystywane są także inne zwierzęta (np. koty).

## Znaczenie praktyczne
Wykorzystanie w nauczaniu matematyki paradoksów takich jak paradoks koni może sprzyjać – odwołując się do naturalnej ciekawości oraz zamiłowaniu uczniów do zagadek – lepszemu zrozumieniu i zapamiętaniu przez nich zjawisk oraz zależności matematycznych.